# Jan Groth
Jan Groth (né le 15 janvier 1921 à Bielitz et mort le 17 juillet 1993 , est un acteur polonais.

## Filmographie
- 1977 : La Conséquence (Dis Konsequenz) de Wolfgang Petersen
- 1979 : Nosferatu, fantôme de la nuit de Werner Herzog
- 1984 : Morgen in Alabama de Norbert Kückelmann